# 李思蓓
李思蓓（英語：Zuki Lee，1977年9月26日—），原名李慧萍，於1995年無線電視藝員訓練班第八期藝員進修班畢業後加入無線電視，同期的正式學員分別有雷穎怡、伍慧珊、羅貫峰、李天翔、劉永晉、盧卓南、孫恩明、盧慶輝和蓋世寶等，同班旁聽生有湯盈盈、姚瑩瑩、滕麗名、劉永健、關可維、孫大龍、李詠儀及張潔蓮等。
1998年與雷穎怡參與主持當屆世界盃而同被稱為「世界妹」，為及後歷屆「世界妹」之始祖之一。同年再與雷穎怡、汪曉文（後易名汪琳）、梁佩盈、翟佩雲、梁雪湄、任港秀、姚樂怡等組成電波少女（「愛心少女」前身，現已解散）。後簽約漢傳媒，曾參與多部TVB電視劇，及後進軍電影圈，並且把工作重心轉移於電影上。
2005年起，李思蓓進軍商界，經營美容及按摩業務，為泰式按摩連鎖店泰殿之東主。
2012年年初，低調簽約上海汪子琦工作室成為旗下藝人，轉往中國大陸發展。
在2020年10月27日（實際加入日期為2020年10月29日），李思蓓加入《大家真瘋Show》新頻道主持節目大家「真」瘋騷，逢星期一至五，早上10點至12點播出，其他主持人有梁思浩、苑瓊丹、李日朗。

## 個人生活
李思蓓曾經和藝員進修班同班同學李天翔拍拖4年，後來和平分手，至今維持好友關係。

## 節目主持
- 1998年：第十六屆世界盃
- 1999年：城市追擊
- 1999年：可口可樂最佳運動員選舉
- 2000年：TVB音樂節目音樂幹線
- 2001年：TVB音樂節目音樂幹線
- 2020年：大家真風騷

## 电视剧
- 1996年：TVB劇集《O記實錄II》 飾 汶汶
- 1998年：TVB劇集《天地豪情》 飾 護士
- 1998年：TVB劇集《妙手仁心》 飾 崔姑娘
- 1999年：TVB劇集《鑑證實錄II》 飾 梁雪麗 Cherry（「唐詠心分屍案」及「金妙玲、葉冠榮命案」）
- 1999年：TVB劇集《創世紀》飾 女明星（第18集）
- 1999年：TVB劇集《創世紀II天地有情》飾 Suki（第94集）
- 2000年：TVB劇集《男親女愛》飾 售貨員（第89集）
- 2000年：TVB劇集《FM701》飾 設計師（第20集）
- 2001年：TVB劇集《倚天屠龍記》飾 郭襄
- 2002年：TVB劇集《烈火雄心II》飾 唱片騎師（第35集）
- 2003年：TVB剧集《十萬噸情緣》饰 Winnie（第5集）
- 2003年：TVB剧集《冲上云霄》饰 莉莉（第1-2集）
- 2003年：TVB剧集《律政新人王》饰 葉翠珊
- 2003年：TVB剧集《花樣中年》饰 Janet
- 2004年：TVB剧集《无名天使3D》饰 CTU警员
- 2004年：TVB剧集《棟篤神探》饰 Eva
- 2005年：ATV剧集《美丽传说2星愿》
- 2005年：ATV剧集《情陷夜中环》饰 Barbie
- 2006年：ATV剧集《香港奇案实录》饰 廖雪蓉／廖雪珊
- 2006年：ATV剧集《情陷夜中环II》饰 黄红红
- 2006年：TVB剧集《转世惊情》饰 袁小小
- 2007年：TVB剧集《天下第一》饰 利秀公主
- 2008年：ATV劇集《火蝴蝶》饰 錢美美
- 2013年：中國大陸《土地公土地婆》饰 崔妤
- 2015年：中國大陸《仙侠剑》饰 邓柔柔
- 2015年：中國大陸《新济公活佛之宫中风云》饰 红梅霜
- 2016年：中國大陸《天天有喜之人间有爱》饰 劉利
- 待播中：中國大陸《情谜睡美人之欲望的姐妹》饰

## 電影
- 1998年：《青春援助交際 PR Girls》
- 1999年：《摩登姑婆屋》
- 1999年：《殺手風雲之買大開細》
- 2000年：《古惑女2》
- 2000年：《怪異集：你回來吧！》
- 2000年：《中華賭俠》
- 2002年：《艷星秘密生活之她的一生》
- 2002年：《皇家保鏢》
- 2002年：《蛇蠍情人》
- 2003年：《百分百感覺2003》
- 2004年：《寬頻聊齋》
- 2005年：《雀聖2自摸天后》飾 波波
- 2005年：《瘦身》
- 2005年：《最後的晚餐》（日本）
- 2006年：《愛上屍新娘》飾 吸血鬼Mary
- 2006年：《情意拳拳》（客串）
- 2006年：《臥虎》飾 按摩女郎
- 2007年：《妻骨未寒》
- 2007年：《美女食神》飾 瑪麗蓮
- 2008年：《黑勢力》飾 YoYo
- 2010年：《撕票風雲》
- 2012年：《爛賭夫鬥爛賭妻》 飾 舒青

## 資料來源／參考文獻
- . 南方網訊. 1998-08-06. （原始内容存档于2016-10-10）.
- . 壹本便利 第791期. 2007-03-20.
- . 頭條日報. 2010-09-17.
- . 新浪全球新聞. 2012-02-23. （原始内容存档于2017-01-19）.

## 相關網站
- 汪子琦工作室新浪認証微博
- 李思蓓新浪認証微博 （页面存档备份，存于）

1. ↑  .   [2020-12-23]. （原始内容存档于2020-12-04）.
2. ↑  .   [2020-12-23]. （原始内容存档于2021-10-31）.